# Tamás Molnár
Tamás Molnár (* 2. August 1975 in Szeged) ist ein ehemaliger ungarischer Wasserballer, der normalerweise auf der Center-Position spielte. Tamás Molnár ist 1,95 m groß und sein Wettkampfgewicht betrug 98 kg.
Tamás Molnár gehört zu der Generation ungarischer Wasserballer, die ab den 1990er Jahren an die großen Erfolge der 1950er Jahre anknüpfen konnte. 1998 wurde er zu Ungarns Wasserballer des Jahres gewählt.
Tamás Molnár gehörte seit 1997 zur ungarischen Wasserball-Nationalmannschaft. Er gehörte zu dem Team, das die Europameistertitel 1997 und 1999 gewann und dazwischen Weltmeisterschaftszweiter 1998 wurde.
Bei den Olympischen Spielen 2000 in Sydney gewann das ungarische Team mit Tamás Molnár. 2001 wurde er Dritter bei der Europameisterschaft und gewann 2003 den Weltmeistertitel. In Athen bei den Olympischen Spielen 2004 half er mit, die Goldmedaille von 2000 zu verteidigen. 2005 gewann er Silber bei der Weltmeisterschaft. Bei den Olympischen Spielen 2008 gewannen die Ungarn das Finale gegen die Mannschaft aus den Vereinigten Staaten. Für Molnár war es der dritte Olympiasieg in Folge.